# Endangered Languages Project
L'Endangered Languages Project (ELP, en français Projet Langues en danger) est un site web lancé en 2012, développé par Google et soutenu par l'Alliance pour la diversité linguistique. Il est compilé par des linguistes de l'université d'Hawaï à Mānoa et financé par une subvention de la Fondation nationale pour la science.